# 吉川経基
吉川 経基（きっかわ つねもと）は、戦国時代の武将。安芸国の国人・吉川氏11代当主。

## 生涯

### 吉川氏当主となる
幼名は千若。名は元経とも。文明9年（1477年）、父・吉川之経の死去に伴い、当主となる。経基は強健な身体を持ち勇猛豪胆な武将であった。武勇に優れるだけではなく、文学にも親しみ、和歌にも造詣の深い、智勇兼備・文武兼備の武将であったと言われている。
長禄4年（1460年）、畠山政長とその一族・畠山義就との間での勢力争いが発生。経基は将軍・足利義政の命を受け、畠山政長を助ける。翌寛正元年（1461年）には山名是豊に従って出陣。畠山義就勢を河内国で打ち破る戦功を挙げた。

### 応仁の乱と鬼吉川
応仁元年（1467年）、応仁の乱が発生すると、細川勝元率いる東軍に属し、西軍の山名宗全の軍と洛中において壮絶な死闘を展開し、その勇名を全国に轟かせた。同年9月に一条高倉、10月に武者小路今出川、北小路高倉、鹿苑院口の各合戦などに参加している。
翌、応仁2年（1468年）には細川勝元に播磨国福井庄を恩賞として還付された。同年8月にも細川勝元に従い、畠山義就と京都相国寺付近で死闘を繰り広げた。戦いは畠山勢が優勢であり、細川勢からは逃亡者が続出。経基は不利な状況にもかかわらず、配下を叱咤激励して陣地を死守し、畠山勢に徹底的な反撃を加えた。この結果、細川勢は勢いを取り戻し、畠山義就を撃退することに成功した。その戦の強さに対して、「鬼吉川」「俎板吉川」の異名を取り、その勇名は全国に響き渡った。この乱のなか共に戦った尼子経久の才を見込んで娘を正室として嫁がせ、嫡男政久らが生まれている。
応仁の乱の影響は日本全国に波及し、世は背反常ならぬ戦国時代へと移り変わっていく。備後国内では和智氏・宮氏・山内氏らの国人勢力が、東軍の山名是豊を攻撃。将軍・足利義政の命により、経基は山名是豊を救援して、備後国人衆を撃退した。この功に対し足利義政は、石見国佐磨、安芸国の寺原・有馬・北方・河合などの地を経基に与えた。
吉川氏の所領は山県郡の東北、可愛川流域の大半にまで及ぶことになり、このようにして経基は「吉川氏中興の英君」と呼ばれることとなる。
その後も文明14年（1482年）には幕府の命により河内に出陣、文明19年/長享元年（1487年）にも播磨国の赤松政則の要請により、播磨に遠征して奮戦した。

### 晩年
永正6年（1509年）、82歳となった経基はようやく家督を息子の国経に譲って隠退。永正17年（1520年）、93歳の天寿を全うした。

## 人物
経基は勇猛かつ豪胆な武将であると共に、文学や書道にも堪能であった。吉川氏には経基自筆の『古今和歌集』『年中日発句』『拾遺和歌集』などの諸書が現在まで伝えられている。経基はまた禅にも通じており、東福寺の僧虎関の編による『元亨釈書』を愛読し、僧たちとその内容に対して議論を交えたこともあった。
この文武を重んずる吉川氏の家風は、経基嫡流よりも、傍流で毛利氏一門の吉川元春（陣中において『太平記』を写本）とその子孫に色濃く受け継がれることとなる。